# Pavlová
Pavlová é um município da Eslováquia, situado no distrito de Nové Zámky, na região de Nitra. Tem 7,62 km² de área e sua população em 2018 foi estimada em 220 habitantes.

## Demografia
| Ano:        | 1994 | 2004    | 2014    | 2024    |
| ----------- | ---- | ------- | ------- | ------- |
| Broj ljudi: | 323  | 274     | 236     | 205     |
| Razlika:    |      | -15,17% | -13,86% | -13,13% |

| Ano:               | 2023 | 2024  |
| ------------------ | ---- | ----- |
| Número de pessoas: | 200  | 205   |
| Diferença:         |      | +2,5% |